# Каневский, Эдуард Евгеньевич
Эдуа́рд Евге́ньевич Кане́вский (род. 24 ноября 1983, Москва, РСФСР, СССР) — российский теле- и радиоведущий, журналист-колумнист, писатель и фитнес-эксперт. Чемпион Москвы по становой тяге 2013 года, мастер спорта по становой тяге (2017), член ассоциации профессионалов фитнеса.

## Биография
Родился 24 ноября 1983 года в Москве. Окончил медицинское училище №19 в Москве по специальности «лабораторная диагностика», затем МГГУ по специальности «преподаватель биологии». В 2004 году начал работать фитнес-тренером. 
С 2013 по 2014 был ведущим рубрики «Парк культуры и отдыха» на радио «Маяк». С 2014 года является фитнес-обозревателем на новостном портале телеканала Москва 24, а также ведущий авторской рубрики «Жизнь в ритме „фитнес“ с Эдуардом Каневским». В том же году становится одним из соведущих шоу «Всё будет хорошо!» на телеканале СТС. 
В 2016 году Эдуард становится ведущим и фитнес-тренером в телепроекте «Свадебный размер» в течение 4 сезонов. 
26 июня 2018 года состоялась презентация книги Эдуарда «Хватит ЖРАТЬ...» под издательством «Эксмо». 
С марта 2020 года Каневский является ведущим рубрики «Раздевалка» на «Радио 1», с апреля — «Физкульт привет, страна» на радио «Комсомольская правда».  На телеканале «Здоровое ТВ» стал вести авторскую программу «Тренировку ведёт Эдуард Каневский».
Автор статей в журналах «Здоровье» и «Страна здоровья», а также на порталах телеканала «Доктор» и «Активный возраст». Фитнес-эксперт «Комсомольской правды» и «Телепрограммы».

## Личная жизнь
В 2009 году женился на лингвисте Алесе. Пара развелась в 2018 году, есть дочь Ксения.

## Творчество
Работа на телевидении:
- СТС — «Всё будет хорошо» (ведущий и эксперт)[15]
- Домашний — «Свадебный размер» (фитнес-эксперт, соведущий)[32]
- Точка отрыва — «Физкульт» (ведущий)
- Здоровое ТВ — «Тренировку ведёт Эдуард Каневский»[33]
- Доктор:
  - «Есть!» (ведущий)[34]
  - фитнес-рубрика (ведущий/фитнес-тренер)
- Ключ — «Айронмэн» (ведущий)
- RUTUBE — «Свидание с прицепом» (участник шоу)[35]

Работа на радио:
- Маяк — «Парк культуры и отдыха»
- Комсомольская правда — «Физкульт привет, страна!»[36], «Зарядка с Эдуардом Каневским»[37]
- Радио 1 — «Раздевалка»
- Спорт FM — «Спортплощадка»[38]
- Русская служба новостей — «4 по 12»[39]
- Серебряный дождь — «Начну со вторника. С Эдуардом Каневским»[40]

Книга:
- «Хватит ЖРАТЬ... и лениться. 50 секретов свадебного размера»[4][41]